# Sergentomyia schwetzi
Sergentomyia schwetzi är en tvåvingeart som först beskrevs av Saul Adler, Oskar Theodor och Aimé Georges Parrot 1929.  Sergentomyia schwetzi ingår i släktet Sergentomyia och familjen fjärilsmyggor. Inga underarter finns listade i Catalogue of Life.